# Municipio de Bainbridge (Illinois)
El municipio de Bainbridge (en inglés: Bainbridge Township) es un municipio ubicado en el condado de Schuyler en el estado estadounidense de Illinois. En el año 2010 tenía una población de 639 habitantes y una densidad poblacional de 5,47 personas por km².

## Geografía
El municipio de Bainbridge se encuentra ubicado en las coordenadas 40°2′42″N 90°30′24″O / 40.04500, -90.50667. Según la Oficina del Censo de los Estados Unidos, el municipio tiene una superficie total de 116.79 km², de la cual 113,52 km² corresponden a tierra firme y (2,8 %) 3,27 km² es agua.

## Demografía
Según el censo de 2010, había 639 personas residiendo en el municipio de Bainbridge. La densidad de población era de 5,47 hab./km². De los 639 habitantes, el municipio de Bainbridge estaba compuesto por el 97,97 % blancos, el 1,25 % eran afroamericanos, el 0,78 % eran de otras razas. Del total de la población el 2,03 % eran hispanos o latinos de cualquier raza.